# Lista de canções gravadas por The Narrative
A lista de canções de The Narrative traz a listagem de todas as músicas da banda norte-americana, junto com seus respectivos álbuns de origem.
| † | Indica lançado como Single |

| Título                      | Ano  | Álbum                | Duração | Notas |
| --------------------------- | ---- | -------------------- | ------- | --- |
| Castling                    | 2008 | Just Say Yes         | 4:19    | - Lançado em versão acústica na compilação B-Sides and Seasides                                                                        |
| Chasing a Feeling †         | 2014 | Chasing a Feeling    | 4:33    | - Lançado como Single e Vídeo-Clipe |
| Cherry Red                  | 2010 | The Narrative        | 4:11    | |
| Don't Want To Fall          | 2010 | The Narrative        | 3:22    | |
| Empty Space                 | 2010 | The Narrative        | 4:24    | |
| End All                     | 2010 | The Narrative        | 4:12    | |
| Eyes Closed                 | 2008 | Just Say Yes         | 4:30    | |
| Fade                        | 2010 | The Narrative        | 3:31    | - Versão demo lançada no Nothing Without You EP - Versão alternativa em B-Sides and Seasides - Presente no filme "The Chateau Merroux" |
| Hallelujah                  | 2012 | B-Sides and Seasides | 4:23    | - Lançada em 2014 na compilação "Friends" da Fadeaway Records                                                                          |
| Hard To Keep Your Cool      | 2010 | The Narrative        | 2:44    | |
| Heart Of Gold               | 2013 | Songs For Justice    | 3:22    | - Neil Young Cover - Lançada na compilação "Songs For Justice" por Rock For Justice para caridade.                                     |
| I've Been Thinking          | 2010 | The Narrative        | 4:44    | |
| Karma Police                | 2012 | B-Sides and Seasides | 4:17    | - Radiohead Cover |
| Libra                       | 2008 | Just Say Yes         | 5:25    | - Prsente em séries da MTV |
| Make It Right               | 2012 | B-Sides and Seasides | 3:48    | |
| Monoliths                   | 2021 | Single               | 3:45    | - Após 5 anos em hiatus, a banda retorna com sua nova música em 2021.                                                                  |
| Silence & Sirens            | 2010 | The Narrative        | 3:56    | - Lançado em versão acústica na compilação B-Sides and Seasides                                                                        |
| Starving For Attention      | 2010 | The Narrative        | 4:39    | |
| Tautou                      | 2012 | B-Sides and Seasides | 4:19    | - Brand New Cover |
| The Moment That It Stops    | 2008 | Just Say Yes         | 4:56    | - Presente em séries da MTV |
| The Photographer's Daughter | 2008 | Just Say Yes         | 3:49    | |
| Trains                      | 2010 | The Narrative        | 3:28    | |
| Turncoat                    | 2010 | The Narrative        | 4:20    | |
| Waiting Room                | 2008 | Just Say Yes         | 4:18    | - Presente em série da MTV |
| Winter's Coming             | 2010 | The Narrative        | 5:00    | - Lançado em versão acústica na compilação B-Sides and Seasides                                                                        |
| You Will Be Mine            | 2010 | The Narrative        | 4:11    | - Lançado em versão acústica na compilação B-Sides and Seasides                                                                        |